# Державні засоби масової інформації
Державні засоби масової інформації — це ЗМІ (преса, радіо, телебачення, інформаційні агентства), які засновані органами державної влади, і видання яких здійснюється за фінансової підтримки з державного бюджету або/та на базі державної власності.
Від державних ЗМІ слід відрізняти комунальні ЗМІ — тобто ті, що створенні органом місцевого самоврядування або органом місцевого самоврядування спільно з місцевою державною адміністрацією..

## Фінансування державних ЗМІ
У червні 2010 р. Інститут Медіа Права дослідив, які періодичні видання перебувають у віданні державних органів і скільки грошей витрачається на їхнє утримання. Його представники надіслали офіційні запити в 59 державних установ (всі міністерства й державні комітети, Верховну Раду, вищі судові інстанції) з питаннями, які ЗМІ засновані цією держустановою та скільки бюджетних коштів було витрачено на їхнє фінансування в 2009 році.
Дослідження показало, що 11 державних інституцій не є засновниками ЗМІ, а одна — Державний комітет України з державного матеріального резерву — припинила видання свого вісника 2008 року. Інші 39 органів влади вказали у відповідях назви своїх друкованих ЗМІ та надали коротку інформацію про них. Державний комітет телебачення і радіомовлення — єдиний із респондентів, до сфери управління якого входять телерадіокомпанії, а не друковані ЗМІ, надав дані про назви цих ТРК та обсяги їхнього фінансування. Щодо фінансування, то 22 органи влади прямо вказали, що на їх видання не витрачаються кошти з бюджету. В тих випадках, коли видання було профінансовано державним коштом, чіткі суми вказали далеко не всі засновники. А Державний комітет архівів України та Державна митна служба України відмовилися надавати фінансові дані, вказавши, що це не входить до їхньої компетенції. Національний банк України зауважив, що фінансування заснованих ним видань здійснюється за рахунок кошторису поточних доходів і витрат. На інформацію з цього документа поширюються обмеження, установлені для документів «Не для друку». А от вищий Адміністративний суд України проігнорував питання про суму коштів без жодних пояснень. Зрештою, лише 10 установ зазначили точні суми фінансування їхніх ЗМІ.
| ×  | Засновник                                                      | Назва засобу масової інформації | Сума коштів, витрачених на фінансування в 2009 році                                    |
| -- | -------------------------------------------------------------- | --- | -------------------------------------------------------------------------------------- |
| 1  | Верховна Рада України                                          | Газета «Голос України», журнал «Віче» | 13 848 000 грн.                                                                        |
| 2  | Верховний Суд України                                          | Журнал «Вісник Верховного Суду України», збірник «Рішення Верховного Суду України» | 35 210 грн.                                                                            |
| 3  | Міністерство економіки України                                 | Журнал «Економіка України», «Вісник державних закупівель» | 1 038 900 грн.                                                                         |
| 4  | Міністерство закордонних справ України                         | Журнал «Політика і час» | 60 000 грн.                                                                            |
| 5  | Міністерство промислової політики України                      | Журнал «Хімічна промисловість України», журнал «Технология и конструирование в электронной аппаратуре» | 159 880 грн.                                                                           |
| 6  | Міністерство культури і туризму України                        | Газети «Кримська світлиця», «Культура і життя», журнали «Українська культура», «Український театр», «Музика», «Пам'ятки України», «Театрально-концертний Київ» | 3 896 700 грн.                                                                         |
| 7  | Державний комітет України у справах національностей та релігій | Газети «Арагац», «Голос Крыма», «Дзеннік Кійовскі», «Еврейские вести», «Конкордія», «Роден Край» | 1 127 052 грн.                                                                         |
| 8  | Фонд державного майна України                                  | «Державний інформаційний бюлетень про приватизацію» | 325 634, 82 грн.                                                                       |
| 9  | Головне управління державної служби України                    | Інформаційний бюлетень «Бюрократ» | 14 782, 70 грн.                                                                        |
| 10 | Державний комітет телебачення та радіомовлення України         | Національна телекомпанія України, Національна радіокомпанія України, державна телерадіокомпанія "Всесвітня служба «Українське телебачення і радіомовлення», державна телерадіокомпанія «Культура», державна телерадіомовна компанія «Крим», обласні державні телерадіокомпанії, Київська та Севастопольська регіональні державні телерадіокомпанії | 526 490 364,90 грн. (фінансування телерадіопрограм, виготовлених для державних потреб) |

## Дискусії щодо роздержавлення ЗМІ
Роздержавлення ЗМІ — виведення зі складу їх засновників і співзасновників державних органів влади, а отже позбавлення їх державного фінансування. Основними аргументами за роздержавлення ЗМІ є:
- забезпечення рівних конкурентних умов для ЗМІ;
- економія бюджетних коштів;
- зменшення впливу та тиску державної влади на ЗМІ, «оздоровлення» інформаційного простору.

### Історія питання
- 1999 р. — початок обговорення питання про роздержавлення. Верховна Рада прийняла постанову, в якій було визнано «за необхідне прискорити розробку концепції роздержавлення ЗМІ». Зрушень не відбулося.
- 2003 р. — Верховної Радою проведені слухання, результатом яких стала постанова про внесення до порядку денного розгляд законопроекту «Про Концепцію роздержавлення ЗМІ». Процес знову зупинився.
- 2006 р. — Національна рада з питань телебачення і радіомовлення розглянула і затвердила проект закону «Про роздержавлення ЗМІ», але його так і не було ухвалено.
- 2010 р. — у Верховній Раді знову зараєстрували два законопроекти про роздержавлення (влітку — проект № 6468 «Про реформу державної та комунальної преси», автором якого є народний депутат Степан Курпіль (БЮТ), а восени — № 7313 «Про реформування державних і комунальних друкованих засобів масової інформації», внесеного Кабміном).

За словами Степана Курпеля, принципова відмінність між його законопроектом і урядовим полягає у тому, що депутатський проект передбачає добровільність приватизації, реформування і роздержавлення. Тобто самі редакційні колективи вирішуватимуть чи залишатися в тому ж статусі, в якому вони є, чи заробляти гроші самостійно: 
Для багатьох редакцій піти у вільне плавання означає загинути. Оскільки не всі готові, далеко не в усіх регіонах є нормальний рекламний ринок.

За роздержавлення ЗМІ виступає чимало фахівців сфери журналістики та медіаправа. Наприклад, Андрій Сайчук, представник Інституту масової інформації, в одній зі своїх статей для «Телекритики» переконує: 
Очевидно, що державні друковані ЗМІ повинні зникнути як явище, як це сталося в усіх країнах Східної Європи і Балтії за останні 20 років. Україна, яка є однією з найбідніших країн Європи, просто не може собі дозволити оплачувати з бюджетних коштів рекламу місцевих чиновників і бюрократів із замашками середньовічних князьків.
29 вересня 2010 р. Інститут медіа права провів круглий стіл «Неконкурентні переваги державних та комунальних друкованих ЗМІ». Йшлося про те, що державні ЗМІ мають ряд переваг: економічних (орендна плата за 1 грн., пряма і додаткова фінансова підтримка тощо), інформаційних (надання інформації про діяльність влади, публікація нормативно-правових актів та ін.), соціальних (журналісти цих ЗМІ отримують надбавки та користуються пільгами, передбаченими для державних службовців). Учасники круглого столу вважають такі переваги несправедливими, тому було запропоновано внести ряд змін до законодавства, що регулює діяльність державних ЗМІ, зокрема:
- заборонити державним і комунальним ЗМІ, враховуючи їх особливий економічний статус, розміщувати комерційну рекламу;
- ввести чітке визначення терміну «офіційний бюлетень», яке б не мало статусу ЗМІ, не мало б права розповсюджувати рекламу, телепрограму тощо, а розповсюджувало суто інформацію органів державної влади та органів місцевого самоврядування;
- скасувати заборону для недержавних ЗМІ на публікацію нормативно-правових актів;
- скасувати норму про необхідність укладання угод із недержавними ЗМІ для отримання інформації про діяльність влади;
- виключити норми щодо розповсюдження інформації про діяльність державної і місцевої влади, публікації регуляторних актів переважно у державних і комунальних ЗМІ.[5]

## Роздержавлення ЗМІ в Україні
Протягом 2016—2018 років в Україні відбувалося роздержавлення преси — медіареформа, яка мала мала на меті обмежити вплив публічних органів на друковані ЗМІ через засновані ними видання та редакції. Під дію реформи потрапили усі державні та комунальні друковані ЗМІ.
Реформування преси відбувалося неоднорідно у різних регіонах України. Деякі області, такі як Вінницька, Сумська та Хмельницька, демонстрували високі темпи роздержавлення протягом всього часу реформи, а інші — наприклад, Київська і Закарпатська, постійно «плелися в хвості». Темпи реформування в останній були настільки невтішні (за півроку до кінця реформи не був реформований жодний друкований ЗМІ), що колегія Держкомтелерадіо окремо розглядала цю ситуацію і  ухвалила рішення, яким визнала роботу місцевої влади незадовільною і запровадила щомісячний моніторинг виконання Закону про реформування на Закарпатті. Зрештою, ці заходи не виявилися дуже ефективними, адже станом на 1 січня 2019 року там було реформовано лише 3 видання.
Водночас, Тернопільська область, де на «екваторі» роздержавлення не було перетворено жодного видання, на фініші опинилась серед лідерів реформи із 80 % реформованих друкованих ЗМІ. Одні з найкращих результатів у Полтавській області: тут реформовано 27 видань, що становить 87 % від усієї кількості друкованих ЗМІ, що мали бути перетворені на незалежні видання. Лідером процесу реформування стала Миколаївська область, де реформовано всі 26 комунальних ЗМІ. Майже в повному складі реформувалися регіональні ЗМІ Волинської, Житомирської, Івано-Франківської, Рівненської та Чернівецької областей, де анульовано лише по одному свідоцтву видань друкованих ЗМІ.
До завершення процесу роздержавлення Київщина дещо покращила показники перереєстрації преси, незважаючи на те, що втрата фінансування з місцевих бюджетів стала болісною для багатьох редакцій.  За Зведеним переліком об'єктів реформування від 31 жовтня 2019 року, що подав Державний комітет з питань телебачення та радіомовлення, з 39 видань повністю  завершили процес перереєстрації 30 газет. Свідоцтва про державну реєстрацію семи друкованих ЗМІ визнано недійсними. Свою діяльність припинили газета «Київська правда», «Час Київщини», «Вісник Рокитнянщини», «Березанські відомості», «Наше місто», « Життя і слово» та «Ржищів». Ще два видання змінили свої назви, одна з яких також стала виходити двома мовами — російською та українською.
Станом на 2 травня 2019 року з 760 зареєстрованих державних і комунальних ЗМІ реформовано 594, а саме: 557 комунальних та 37 державних. Не реформованими лишилося 33 видання (25 комунальних і 8 державних). Водночас анульовано 133 свідоцтва видань друкованих ЗМІ: 80 комунальних і 53 державних. Серед них — це переважна більшість видань, які були зареєстровані, але не виходили протягом тривалого часу.

### Підтримка роздержавлених медіа
Протягом 2017—2019 років редакції 25 екс-комунальних газет запустили сучасні міські сайти за підтримки Агенції розвитку локальних медіа «Або» та міжнародних донорів. Нині всі вони входять до мережі міських сайтів The City, розвитком яких продовжує займатися агенція. Її мета — навчити локальні редакції працювати в ринкових умовах, створювати конкурентний продукт та стати фінансово незалежними.

## Досвід роздержавлення ЗМІ в країнах Східної Європи
В Європі немає державних ЗМІ, які б повністю належали державі, які вели б мовлення і друкувались на території власної держави і подавали б, крім статистичної інформації, ще якусь. Основний принцип європейської демократії полягає в тому, що уряд не має права вести пропаганду для власного народу. Натомість існують державні ЗМІ, які ведуть мовлення на зарубіжні країни. Тому що пропаганда власних цінностей, цінностей власної країни і культури для народів інших держав — це те, що європейська культурна традиція допускає.
В країнах Східної Європи, зокрема, в посткомуністичному таборі, роздержавлення ЗМІ розпочалося в 1990-х роках і до сьогодні вже або завершилося, або перебуває на завершальній стадії. Використовуються такі основні методи роздержавлення:
- приватизація видання трудовим колективом, головним редактором тощо;
- викуплення майна редакції трудовим колективом, часто — за нижчою від ринкової ціною, з пільгами, можливість поступової виплати;
- продаж видання на конкурсній основі інвесторам — іноземним або вітчизняним;
- закриття видання, створення трудовим колективом ТОВ, яке займається виданням ЗМІ з аналогічною або подібною назвою.

### Польща
У Польщі газета, аналогічна «Урядовому кур'єру» — «Річ Посполіта» після приходу інвесторів стала найпопулярнішою газетою в країні. Уряд залишив свою невелику частку і публікує там свої матеріали, проте він не може монопольно впливати на те, що друкує газета.

### Естонія
В Естонії роздержавлення державної і комунальної преси в основному було проведене протягом першої половини 1990-х років. Станом на 1997 рік лише 2 газети (що виходили один раз на тиждень) та близько 10 журналів продовжували перебувати у державній власності. Після офіційної заборони комуністичної ідеології більшість видань реально опинились без власника, оскільки до відновлення естонської незалежності всі вони перебували у власності Комуністичної партії Естонії. Відповідно, розвиток цих видань здійснювався у двох напрямах — одні з них практично відразу припинили своє існування, а інші — були приватизовані головними редакторами.
Наприклад, приватизація газети «Postimees» здійснювалась на конкурсних умовах — уряд запропонував викупити газету за 50 000 радянських рублів. Переможцем конкурсного відбору стало господарське товариство, створене головним редактором, журналістами та іншими співробітниками газети. Процес приватизації був досить тривалим і конфліктним — сама приватизація видання продовжувалась близько 9 місяців, і на момент її завершення «Postimees» фактично не мала на балансі будь-якого майна. Це зумовлювалось насамперед тим, що за весь період приватизаційного процесу газета не отримувала будь-яких субсидій з державного бюджету і, фактично, була змушена виконати майнові зобов'язання перед численними кредиторами за рахунок власного майна. На додаток, більшість журналістів, побоюючись продажу газети невідомому власнику, звільнилась з роботи і зареєструвала власне господарське товариство та торгову марку «Postimees», яка, як і було відзначено вище, стала переможцем конкурсної приватизації фактично збанкрутілого видання. На базі господарського товариства «Postimees» згодом було побудовано імперію «Eesti Meedia», яка нині посідає значну частку на ринку друкованих ЗМІ.

### Словаччина
В Словаччини роздержавлення ЗМІ здійснювалась шляхом їх продажу на конкурсних умовах. В одних випадках ЗМІ були викуплені іноземними інвесторами, в інших — господарськими товариствами, заснованими членами трудових колективів ЗМІ.
До першого випадку слід віднести приватизацію газети «Новий час», створеної на базі партійного видання «Народ» — за результатами продажу її новими власниками стали два австрійських бізнесмени, які перепрофілювали видання, перетворивши його на таблоїд. Після цього у видання газети були вкладені кошти іноземних інвесторів, завдяки чому «Новий час» став найбільш тиражним виданням, стабільні позиції якого на ринку зберігаються і нині.
До другого випадку слід віднести приватизацію друкованого органу Комуністичної партії — газети «Правда». Остання була викуплена господарським товариством, заснованим членами трудового колективу ЗМІ ще в 1990 році. Проте, з огляду на посилення економічної конкуренції на ринку друкованих ЗМІ, наклади газети постійно скорочувались, і члени трудового колективу у 1995 році продали належні їм частки в статутному фонді газети Гарвардській групі інвестиційних фондів.

### Чехія
У 1989 році ринок друкованих ЗМІ Чехословаччини виглядів наступним чином: 6 загальнонаціональних щоденних чеських газет, 5 словацьких загальнонаціональних щоденних газет, 7 чеських регіональних щоденних газет та 3 регіональні щоденні словацькі видання. Крім того, деякі центральні органи виконавчої влади здійснювали випуск спеціалізованих друкованих видань (Міністерство оборони (газета «Народна оборона»), Міністерство агропромислового комплексу (газета «Сільські вісті») та Міністерство спорту). Свої періодичні друковані видання мали і партійні органи — Комуністична партія, Чехословацька народна партія, Чехословацька соціалістична партія, Соціалістичний союз молоді, Федерація профспілок.
Процес роздержавлення преси стартував на початку 1990 року, коли трудові колективи більшості державних ЗМІ запровадили самоврядування і самостійно обрали головних редакторів газет. Сам приватизаційний процес відбувався стихійно, і першою роздержавленою в рамках «спонтанної приватизації» газетою став «Молодий фронт», який до повалення комуністичного режиму випускався Соціалістичним союзом молоді. Коли останній припинив існування, вся його власність була націоналізована. Трудовий колектив газети, не чекаючи ухвалення на офіційному рівні рішень щодо його участі у приватизації газети, скористався положеннями нового Закону про господарські товариства, заснував товариство з обмеженою відповідальністю і розпочав випуск газети «Молодий фронт сьогодні». Відповідно, газета Соціалістичного союзу молоді припинила своє існування. Аналогічним чином було реформовано і більшість інших партійних та державних видань — їх трудові колективи звільнялись з роботи, створювали власні господарські товариства і здійснювали випуск газет з подібною назвою (наприклад трудовий колектив газети «Землеробські новини» після звільнення з газети і створення власного господарського товариства, розпочав випуск газети «Чеські і моравські землеробські новини»).
ЗМІ, які не були приватизовані в ході т. зв. «спонтанної приватизації» 1990—1992 років, були або визнані банкрутами, або продані власниками (останнє стосується, зокрема, періодичних видань галузевих асоціацій) іноземним видавничим групам, або ж приватизовані в ході «сертифікатної» приватизації, яка розпочалось у 1992 році.

### Хорватія
В Хорватії станом на 2005 рік процес приватизації державної і комунальної преси остаточно не завершився — у державній і комунальній власності продовжувало перебувати 82 друкованих ЗМІ. Сама приватизація ЗМІ відбувалась на тлі порушень і непрозорості, типових для приватизаційних процесів в Хорватії в цілому. Найвдалішим прикладом приватизації можна вважати досвід роздержавлення газети «Novi List».
Процес роздержавлення «Нової газети» розпочався 31 жовтня 1991 року, коли трудовий колектив газети ухвалив рішення про перетворення газети в акціонерне товариство. На підставі ухваленого рішення було проведено емісію 68 128 акцій, які були продані діючим працівникам газети та працівникам, які вийшли на пенсію. Сама приватизація була оголошена Урядовим агентством з питань реструктуризації та розвитку досить сумнівною з точки зору її відповідності вимогам закону, однак 26 лютого 1993 року легітимність реорганізації компанії була визнана на офіційному рівні. За результатами роздержавлення основним акціонерами компанії стали члени трудового колективу (97,6 % акцій) та державні фонди (2,4 % акцій).

### Угорщина
Станом на 1988 рік власниками ЗМІ в Угорщині були правляча партія, профспілкові об'єднання та органи державної влади. У державній власності також перебували 4 найбільших угорських видавництва. Загалом, приватизація ЗМІ в Угорщині проводилась в умовах відсутності необхідної нормативно-правової бази. Саме роздержавлення проходило за схемою, подібною до латвійської — трудові колективи ЗМІ створили господарські товариства, вступили в переговори з іноземними інвесторами, заснували друковані видання з назвами, аналогічними до тих, випуск яких здійснювався в попередні роки, і перепрофілювали ЗМІ під потреби інвесторів та ринкової економіки. Всі 4 видавництва, що перебували у державній власності, приватизовані не були — в умовах відсутності законодавчої бази та коштів на модернізацію обладнання і переустаткування вони стали банкрутами.

### Словенія
Досить специфічно відбувалась приватизація друкованих засобів масової інформації в Словенії. На відміну від низки інших країн Східної Європи, в Словенії приватизація проходила не «спонтанно», а на підставі прийнятого ще на початку 1990-х років спеціального закону.
На практиці приватизація ЗМІ в Словенії проводилась наступним чином: частка державної власності у ЗМІ передавалась в управління трьом соціальним публічним фондам — Пенсійному (10 % державної частки у статутному капіталі кожного ЗМІ), Фонду компенсацій (10 %) та Фонду розвитку (20 %), ці частки потім були передані уповноваженим інвестиційним агентствам, які могли здійснювати їхній вільний продаж. Після завершення цієї фази приватизаційного процесу наставала друга фаза — викуп часток у статутному капіталі членами трудового колективу ЗМІ. Викуп дозволявся, якщо відповідне рішення було підтримане щонайменше третиною членів трудового колективу. При викупі часток членам трудового колективу надавалась знижка — вони могли викупати майно з 25 % знижкою від його реальної вартості. Сам викуп, згідно із законодавством, міг бути проведений упродовж протягом 4 років, щороку трудовий колектив мав викупляти не менше 1/4 часток, що могли бути передані трудовому колективу, при цьому протягом зазначеного 4-річного періоду, підприємство, засновниками якого були члени трудового колективу, не мало право отримувати позики та проводити випуск облігацій.

### Литва
На відміну від Латвії, в Литві процес роздержавлення друкованих ЗМІ з самого початку відбувався в межах правового поля — 10 квітня 1991 року Верховна Рада Республіки Литва ухвалила Закон про приватизацію державного майна, який дозволяв приватизувати всі державні підприємства, частка держави в статутному капіталі яких становила понад 20 %. Сама приватизація відбувалась наступним чином: члени редакцій засновували господарське товариство, яке на конкурсних умовах викупало майно державного засобу масової інформації, після чого кожен засновник товариства міг вільно розпорядитись своє часткою у статутному капіталі. В результаті приватизації 1991—1992 років практично вся державна і комунальна преса була передана у власність трудових колективів за вищезгаданою схемою, однак вже в середині 1990-х років більшість засновників нових господарських товариств продали свої паї іноземним та найпотужнішим національним компаніям, що в згодом призвело до суттєвої концентрації медіа-власності на друковані ЗМІ — на сьогодні весь ринок друкованої реклами фактично поділений між 5 видавцями газет і журналів.

## Додаткова література
- Правовий аналіз законопроектів щодо роздержавлення ЗМІ та пропозиції щодо створення належної правової основи для роздержавлення ЗМІ в Україні [Архівовано 9 червня 2016 у Wayback Machine.]
- Всі матеріали про роздержавлення ЗМІ в Україні від медіаорганізації «Детектор медіа» [Архівовано 25 серпня 2019 у Wayback Machine.]